# Скшидловиці
Скшидловиці (пол. Skrzydłowice) — село в Польщі, у гміні Павонкув Люблінецького повіту Сілезького воєводства.
Населення — 381 особа (2011).
У 1975-1998 роках село належало до Ченстоховського воєводства.

## Демографія
Демографічна структура станом на 31 березня 2011 року:
|          | Загалом | Допрацездатний вік | Працездатний вік | Постпрацездатний вік |
| -------- | ------- | ------------------ | ---------------- | -------------------- |
| Чоловіки | 177     | 35                 | 127              | 15                   |
| Жінки    | 204     | 33                 | 132              | 39                   |
| Разом    | 381     | 68                 | 259              | 54                   |